# Melias (general)
Melias (en griego: Μελίας; transliteración: Melias; en armenio: Մլեհ; transliteración: Mleh-mec, Mleh el Grande, en fuentes armenias) fue un príncipe armenio que ingresó al servicio del Imperio bizantino en el siglo x y alcanzó el grado de general. Fundó el tema de Licando y participó en diversas campañas militares que Juan Curcuas efectuó contra los árabes.

## Biografía

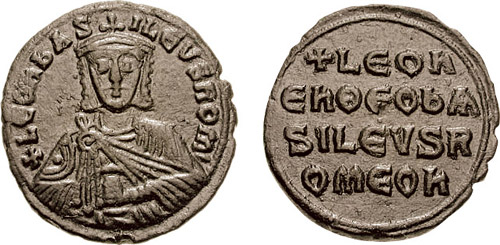
Follis de León VI el Sabio

### Primeros años
Melias fue miembro de la nobleza, najarar, y posiblemente perteneció a la familia armenia Varaznuni, además, probablemente era nieto de Melias, el príncipe de Varasrunia asesinado por los árabes en 853. Melias aparece por primera vez en las fuentes históricas como vasallo de Asocio, Brazo Largo, un príncipe armenio (acaso un Bagratuni de Taron), que ingresó al servicio imperial bizantino aproximadamente en 890. Como parte del contingente armenio de Asocio, luchó del lado bizantino en la desastrosa batalla de Bulgarófigo contra los búlgaros. Asocio pereció en la batalla, junto con la mayor parte de las fuerzas bizantinas.
Melias escapó de la muerte y pudo retornar al servicio en la frontera oriental bizantina, donde de acuerdo con el emperador y escritor Constantino VII Porfirogéneta (r. 913-959), lideró un grupo de armenios durante las guerras fronterizas contra los árabes, como akritai, dividiendo su tiempo entre redadas contra los árabes y el bandolerismo. Sin embargo, tras participar en la fallida rebelión de Andrónico Ducas contra el emperador León VI el Sabio en 905, se vieron obligados a huir a la frontera con el emirato de Melitene, junto con otros nobles armenios, para escapar de las represalias imperiales.

### Fundación del tema de Licando

Zona fronteriza árabe-bizantina

Entre 907 y 908, por intervención del strategos Eustacio Argiro, los refugiados armenios fueron perdonados por el emperador y recibieron provincias fronterizas como cuasi feudos: los hermanos Vasak, Grigorik y Pazunes se establecieron en la fortaleza de Larissa, que formó una turma fronteriza del tema de Sebaste y desde ese momento se convertía en una kleisoura (distrito fronterizo fortificado), Ismael (probablemente un árabe-armenio) recibió el área desértica de Simposio, y Melias fue nombrado «turmarca de la región de Trypia» (Eufrateia, Eremia, en el tema de Sebaste), que cubre la zona fronteriza montañosa alrededor del Paso de Adata. De estos pequeños señores de la frontera, solo Melias mantendría su posición por mayor tiempo. Ismael murió en una ofensiva meliteniana en 909, mientras que Vasak fue acusado de traición en 913 y proscrito, posiblemente debido a su complicidad con la frustrada usurpación de Constantino Ducas.
Melias ocupó la antigua y desierta fortaleza de Licando, refortificándola y convientiéndola en su base. El emperador León VI elevó esta región y el área circundante a kleisoura. Colonizada por inmigrantes armenios, durante las siguientes décadas llegaría a ser una de las principales bases ofensivas contra los árabes. De igual manera, Melias consiguió ocupar las regiones montañosas de Tzamando (Melikgazi) y Simposio, que se convirtieron luego en kleisoura y turma respectivamente.
La amenaza que esta nueva provincia y las actividades de Melias representaban para los emiratos árabes de la zona fronteriza (Thughur), son reconocidas en fuentes árabes, donde Melias es mencionado como Sahib al-Durub (Señor de los pasos). Entre 909 y 912, se produjo una gran arremetida de los árabes del emirato de Tarso bajo el mando de Rustam ibn Baradu, que fue repelida con éxito. Entre 914 y 915, los árabes tarsos lanzaron un ataque contra Tzamando, que fue capturada y arrasada. En represalia, Melias y sus hombres incursionaron sobre territorio árabe hasta Marash (Germanikeia, actual Kahramanmaraş), y según se reseña, tomaron 50 000 cautivos. En reconocimiento por el éxito obtenido, la kleisoura de Licando fue elevada en 916 a la categoría de tema, con Melias como su strategos con el cargo de patricio, y más adelante, fue designado como magistro. Al año siguiente, Melias y sus tropas tomaron parte de la campaña contra Bulgaria, que finalizó en otra derrota en la batalla de Aqueloo, el 20 de agosto de 917.

### Campañas posteriores

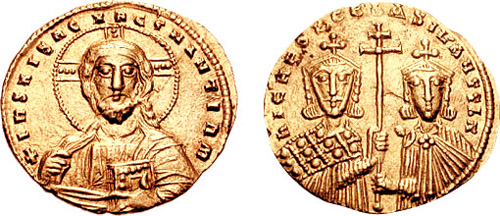
Histamenon del emperador Nicéforo II Focas y su ahijado Basilio II Bulgaróctono

Melias reapareció en las campañas de Juan Curcuas, donde desempeñó un papel prominente. En 927, Curcuas y Melias atacaron Melitene y consiguiendo invadir la ciudad, aunque la ciudadela logró resistir. Como resultado, Melitene juró vasallaje al Imperio bizantino. Al poco tiempo, Melitene renunció a este acuerdo, siendo sitiada nuevamente por los bizantinos. De acuerdo con un registro árabe, Melias se intentó infiltrar en la ciudad, disfrazando a algunas de sus tropas como artesanos, no obstante este ardid fracasó. Sin embargo, la ciudad poco después accedió a recibir una guarnición bizantina.
En 930, Melias invadió el territorio cercano a Samósata pero fue derrotado por el general árabe Nedijem, que capturó a uno de sus hijos y se lo llevó a Bagdad. Se lo menciona por última vez por su participación en la etapa inicial de la campaña que llevó a la captura final de Melitene, el 19 de mayo de 934, pero ninguna fuente árabe ni bizantina lo menciona durante o después de este acontecimiento, por lo que es probable que falleciera entonces.
Los descendientes de Melias continuaron desempeñando papeles importantes en el tema de Licando y en el ejército bizantino: en los registros históricos se menciona otro Melias al servicio de Juan I Tzimisces, durante el reinado del emperador Nicéforo II Focas, y durante el reinado del mismo Tzimiskes en 969. También se ha sugerido que la memoria de Melias se ha conservado en la figura del akritai Melementzes en el poema acrítico Digenis Acritas.